# Municipio de Huron (Dakota del Norte)
El municipio de Huron (en inglés: Huron Township) es un municipio ubicado en el condado de Cavalier en el estado estadounidense de Dakota del Norte. En el año 2010 tenía una población de 24 habitantes y una densidad poblacional de 0,26 personas por km².

## Geografía
El municipio de Huron se encuentra ubicado en las coordenadas 48°45′57″N 98°47′40″O / 48.76583, -98.79444. Según la Oficina del Censo de los Estados Unidos, el municipio tiene una superficie total de 93.45 km², de la cual 92,41 km² corresponden a tierra firme y (1,12 %) 1,05 km² es agua.

## Demografía
Según el censo de 2010, había 24 personas residiendo en el municipio de Huron. La densidad de población era de 0,26 hab./km². De los 24 habitantes, el municipio de Huron estaba compuesto por el 100 % blancos. Del total de la población el 0 % eran hispanos o latinos de cualquier raza.